# کوپوئی
کوپوئی شهری در شهرستان پا در استان باله در بورکینافاسوی جنوبی است و جمعیت آن ۲۴۹۳ نفر است.